# 2010–2011-es szerb labdarúgó-bajnokság (első osztály)
A 2010–2011-es Jelen Superliga a szerb labdarúgó-bajnokság legmagasabb szintű versenyének 5. alkalommal megrendezett bajnoki éve volt. A pontvadászat 16 csapat részvételével 2010. augusztus 14-én kezdődött és 2011. május 29-én ért véget.
A bajnokságot a címvédő Partizan nyerte meg a fővárosi rivális Crvena zvezda, és a Vojvodina előtt. Ez volt a klub 4. szerb, összességében pedig a 23. nemzeti bajnoki címe. Az élvonaltól az FK Inđija és a Čukarički Stankom búcsúzott, helyüket a BASK és a Radnički 1923 foglalta el.
A gólkirályi címen a bajnokcsapat csatára, Ivica Iliev és az ezüstérmes Crvena zvezda támadója, Andrija Kaluđerović osztozott 13-13 találattal. Az Év Játékosának járó díjat a bajnokcsapat védőjének, Mladen Krstajićnak adták át.

## A bajnokság rendszere
A pontvadászat 16 csapat részvételével zajlott, a csapatok a őszi-tavaszi lebonyolításban oda-visszavágós, körmérkőzéses rendszerben mérkőztek meg egymással. Minden csapat minden csapattal kétszer játszott, egyszer pályaválasztóként, egyszer pedig vendégként.
A bajnokság végső sorrendjét a 30 forduló mérkőzéseinek eredményei határozták meg a szerzett összpontszám alapján kialakított rangsor szerint. A mérkőzések győztes csapatai 3 pontot, döntetlen esetén mindkét csapat 1-1 pontot kapott. Vereség esetén nem járt pont. A bajnokság első helyezett csapata a legtöbb összpontszámot szerzett egyesület, míg az utolsó helyezett csapat a legkevesebb összpontszámot szerzett egyesület volt.
Azonos összpontszám esetén a bajnoki sorrendet az alábbi szempontok alapján határozták meg:
1. a bajnoki mérkőzések gólkülönbsége
2. a bajnoki mérkőzéseken szerzett gólok száma

A bajnokság győztese lett a 2010–11-es szerb bajnok, a 15. és 16. helyen végzett csapatok pedig kiestek a másodosztályba.

## Változások az előző szezonhoz képest
Kiesett a másodosztályba
- Napredak Kruševac, 15. helyezettként
- Mladi radnik, 16. helyezettként

Feljutott a másodosztályból
- FK Inđija, a másodosztály bajnoka
- Sloboda Point Sevojno, a másodosztály ezüstérmese

## Részt vevő csapatok
| Csapat                   | Székhely         | Stadion                 | 2009–10     |
| ------------------------ | ---------------- | ----------------------- | ----------- |
| Borac Čačak              | Čačak            | Čačaki stadion          | 11.         |
| BSK Borča                | Belgrád          | Borčai stadion          | 12.         |
| Crvena zvezda            | Belgrád          | Crvena zvezda Stadion   | 2.          |
| Čukarički Stankom        | Belgrád          | Čukarički Stadion       | 13.         |
| Hajduk Kula              | Kúla             | Hajduk Stadion          | 14.         |
| FK Inđija                | Inđija           | FK Inđija Stadion       | 1. (II. o.) |
| FK Jagodina              | Jagodina         | FK Jagodina Stadion     | 6.          |
| Habitfarm Javor Ivanjica | Ivanjica         | Ivanjicai stadion       | 7.          |
| Metalac Gornji Milanovac | Gornji Milanovac | FK Metalac Stadion      | 9.          |
| OFK Beograd              | Belgrád          | Omladinski Stadion      | 3.          |
| Partizan                 | Belgrád          | Partizan Stadion        | 1.          |
| Rad                      | Belgrád          | Stadion Kralj Petar I   | 8.          |
| Sloboda Point Sevojno    | Užice            | Užice városi stadion    | 2. (II. o.) |
| FK Smederevo             | Szendrő          | FK Smederevo Stadion    | 10.         |
| Spartak Zlatibor voda    | Szabadka         | Szabadka városi stadion | 4.          |
| Vojvodina                | Újvidék          | Karađorđe Stadion       | 5.          |

## Végeredmény
| #   | Csapat                   | M  | GY | D  | V  | G+ – G– | GK  | P                                                       | Megjegyzések                                   |
| --- | ------------------------ | -- | -- | -- | -- | ------- | --- | ------------------------------------------------------- | ---------------------------------------------- |
| 1.  | PartizanCV (B) (KGY)     | 30 | 24 | 4  | 2  | 75–21   | +54 | 76                                                      | 2011–2012-es Bajnokok Ligája – 2. selejtezőkör |
| 2.  | Crvena zvezdaK           | 30 | 22 | 4  | 4  | 52–18   | +34 | 70                                                      | 2011–2012-es Európa-liga – 3. selejtezőkör1    |
| 3.  | Vojvodina                | 30 | 20 | 7  | 3  | 44–14   | +30 | 67                                                      | 2011–2012-es Európa-liga – 2. selejtezőkör1    |
| 4.  | Rad                      | 30 | 14 | 10 | 6  | 38–21   | +17 | 52                                                      | 2011–2012-es Európa-liga – 1. selejtezőkör1    |
| 5.  | Spartak Zlatibor voda    | 30 | 11 | 10 | 9  | 34–27   | +7  | 43 \|rowspan="10" style="background-color: #fafafa;" \| |                                                |
| 6.  | Sloboda Point SevojnoÚ   | 30 | 12 | 7  | 11 | 34–35   | −1  | 43                                                      |                                                |
| 7.  | OFK Beograd              | 30 | 12 | 6  | 12 | 27–26   | +1  | 42                                                      |                                                |
| 8.  | Javor Habitfarm          | 30 | 10 | 11 | 9  | 21–24   | −3  | 41                                                      |                                                |
| 9.  | Borac Čačak              | 30 | 8  | 12 | 10 | 22–31   | −9  | 36                                                      |                                                |
| 10. | FK Smederevo             | 30 | 8  | 11 | 11 | 24–31   | −7  | 35                                                      |                                                |
| 11. | BSK Borča                | 30 | 8  | 9  | 13 | 23–37   | −14 | 33                                                      |                                                |
| 12. | FK Jagodina              | 30 | 8  | 8  | 14 | 26–33   | −7  | 32                                                      |                                                |
| 13. | Hajduk Kula              | 30 | 7  | 8  | 15 | 25–37   | −12 | 29                                                      |                                                |
| 14. | Metalac Gornji Milanovac | 30 | 8  | 5  | 17 | 21–38   | −17 | 29                                                      |                                                |
| 15. | FK InđijaÚ (K)           | 30 | 7  | 5  | 18 | 29–47   | −18 | 26                                                      | Prva liga Srbije                               |
| 16. | Čukarički Stankom (K)    | 30 | 0  | 5  | 25 | 10–65   | −55 | 5                                                       | Prva liga Srbije                               |

Forrás: srbijasport.net (szerbül) 
A rangsorolás alapszabályai: 1. összpontszám, 2. egymás elleni eredmények összpontszáma, 3. gólkülönbség, 4. szerzett gólok száma.
1Mivel a bajnok, és egyben Bajnokok Ligája-induló Partizan nyerte a 2010–2011-es szerb kupát, illetve a másik finalista Vojvodina Európa-liga-szereplést jelentő helyen zárt, a bajnoki sorrendnek megfelelően osztották ki a nemzetközikupa-szereplésre jogosító helyeket.
(B): Bajnokcsapat, (K): Kieső csapat, (F): Feljutó csapat, (I): Kupainduló, (R): A rájátszás győztese, (KGY): Kupagyőztes

## Eredmények
| Hazai \ Vendég1          | BCA | BSK | CZV | ČUK | HAJ | IND | JAG | JAV | MET | OFK | PAR | RAD | SPS | SME | ZLA | VOJ |
| Borac Čačak              |     | 1–3 | 2–0 | 3–0 | 1–0 | 0–0 | 1–1 | 1–1 | 1–0 | 1–1 | 0–2 | 0–0 | 1–0 | 0–1 | 0–0 | 1–1 |
| BSK Borča                | 2–0 |     | 1–3 | 3–1 | 0–0 | 4–0 | 1–0 | 1–0 | 1–0 | 1–1 | 0–3 | 0–1 | 0–1 | 0–0 | 0–0 | 0–2 |
| Crvena zvezda            | 2–0 | 4–1 |     | 4–0 | 3–1 | 3–1 | 2–1 | 1–0 | 2–0 | 1–0 | 0–1 | 2–1 | 5–1 | 1–0 | 2–2 | 2–2 |
| Čukarički Stankom        | 0–1 | 0–0 | 0–1 |     | 1–1 | 1–2 | 1–3 | 0–1 | 1–2 | 0–2 | 2–4 | 0–3 | 1–2 | 0–1 | 0–2 | 0–2 |
| Hajduk Kula              | 1–1 | 0–1 | 2–0 | 1–1 |     | 1–3 | 1–0 | 2–0 | 3–1 | 1–2 | 0–4 | 0–1 | 1–2 | 2–0 | 1–0 | 0–1 |
| FK Inđija                | 2–0 | 0–0 | 0–1 | 0–0 | 1–2 |     | 2–0 | 1–1 | 1–0 | 1–2 | 1–3 | 1–1 | 1–3 | 2–0 | 2–1 | 1–2 |
| FK Jagodina              | 1–1 | 2–0 | 0–2 | 1–1 | 3–0 | 2–0 |     | 0–1 | 0–2 | 0–0 | 0–2 | 1–1 | 0–1 | 1–0 | 0–1 | 1–2 |
| Javor Habitfarm          | 1–1 | 0–0 | 0–2 | 2–0 | 0–0 | 2–1 | 0–0 |     | 1–0 | 1–0 | 1–1 | 2–1 | 1–0 | 0–0 | 0–0 | 0–1 |
| Metalac Gornji Milanovac | 0–0 | 2–0 | 0–1 | 1–0 | 1–1 | 2–1 | 1–2 | 1–3 |     | 2–0 | 1–1 | 0–0 | 3–2 | 0–3 | 0–1 | 0–1 |
| OFK Beograd              | 2–1 | 1–0 | 0–0 | 4–0 | 1–0 | 2–1 | 0–1 | 0–1 | 1–0 |     | 0–2 | 0–1 | 1–0 | 2–2 | 2–0 | 1–0 |
| Partizan                 | 2–0 | 4–0 | 1–0 | 4–0 | 2–0 | 2–1 | 3–0 | 4–1 | 5–0 | 2–1 |     | 3–0 | 5–2 | 5–3 | 0–0 | 0–1 |
| Rad                      | 3–1 | 5–0 | 0–1 | 4–0 | 1–0 | 2–0 | 2–4 | 0–0 | 2–0 | 2–0 | 2–2 |     | 0–0 | 1–0 | 1–1 | 1–0 |
| Sloboda Point Sevojno    | 0–0 | 2–1 | 0–3 | 4–0 | 2–2 | 1–0 | 2–0 | 2–0 | 0–1 | 1–0 | 1–2 | 0–0 |     | 2–1 | 0–1 | 0–0 |
| FK Smederevo             | 0–1 | 1–1 | 0–0 | 2–0 | 1–1 | 2–1 | 0–0 | 2–1 | 1–0 | 1–0 | 1–4 | 0–0 | 0–0 |     | 0–0 | 0–0 |
| Spartak Zlatibor voda    | 1–2 | 1–1 | 1–2 | 2–0 | 1–0 | 5–2 | 3–2 | 0–0 | 2–0 | 3–1 | 1–2 | 1–2 | 2–2 | 2–1 |     | 0–1 |
| Vojvodina                | 4–0 | 2–1 | 0–2 | 3–0 | 2–1 | 2–0 | 0–0 | 2–0 | 1–1 | 0–0 | 2–0 | 2–0 | 3–1 | 4–1 | 1–0 |     |

Forrás: srbijasport.net (szerbül) 
1A hazai csapatok a bal oldali oszlopban szerepelnek.
Színek: Zöld = hazai győzelem; Sárga = döntetlen; Piros = vendéggyőzelem.
 

## A góllövőlista élmezőnye
Forrás: Hivatalos oldal (szerbül), Soccerway (angolul).
13 gólos
- Ivica Iliev (Partizan)
- Andrija Kaluđerović (Crvena zvezda)

10 gólos
- Aboubakar Oumarou (Vojvodina)

9 gólos
- Radosav Petrović (Partizan)
- Prince Tagoe (Partizan)

8 gólos
- Stefan Babović (Partizan)
- Cléo (Partizan)
- Vladimir Jovančić (Rad)
- Vladimir Torbica (Spartak Zlatibor voda)

7 gólos
- Nemanja Arsenijević (Sloboda Point Sevojno)
- Giorgi Merebasvili (Vojvodina)

## Nemzetközikupa-szereplés

### Eredmények
| Csapat                | Kupa            | Forduló         | Ellenfél                 | 1. mérk. | 2. mérk. | Össz. |
| --------------------- | --------------- | --------------- | ------------------------ | -------- | -------- | ----- |
| Partizan              | Bajnokok Ligája | 2. selejtezőkör | Pjunik Jerevan           | 3–1      | 1–0      | 4–1   |
| Partizan              | Bajnokok Ligája | 3. selejtezőkör | HJK                      | 3–0      | 2–1      | 5–1   |
| Partizan              | Bajnokok Ligája | Rájátszás       | Anderlecht               | 2–2      | 2–2      | 4–4   |
| Partizan              | Bajnokok Ligája | Csoportkör      | Sahtar Doneck            | 0–1      | 0–1      | 0–1   |
| Partizan              | Bajnokok Ligája | Csoportkör      | Arsenal                  | 1–3      | 1–3      | 1–3   |
| Partizan              | Bajnokok Ligája | Csoportkör      | Sporting Braga           | 0–2      | 0–2      | 0–2   |
| Partizan              | Bajnokok Ligája | Csoportkör      | Sporting Braga           | 0–1      | 0–1      | 0–1   |
| Partizan              | Bajnokok Ligája | Csoportkör      | Sahtar Doneck            | 0–3      | 0–3      | 0–3   |
| Partizan              | Bajnokok Ligája | Csoportkör      | Arsenal                  | 1–3      | 1–3      | 1–3   |
| Crvena zvezda         | Európa-liga     | 3. selejtezőkör | Slovan Bratislava        | 1–2      | 1–1      | 2–3   |
| OFK Beograd           | Európa-liga     | 2. selejtezőkör | Tarpeda Zsodzina         | 2–2      | 1–0      | 3–2   |
| OFK Beograd           | Európa-liga     | 3. selejtezőkör | Galatasaray              | 2–2      | 1–5      | 3–7   |
| Spartak Zlatibor voda | Európa-liga     | 2. selejtezőkör | Differdange 03           | 3–3      | 2–0      | 5–3   |
| Spartak Zlatibor voda | Európa-liga     | 3. selejtezőkör | Dnyipro Dnyipropetrovszk | 2–1      | 0–2      | 2–3   |

Megjegyzés: Az eredmények minden esetben a szerb labdarúgócsapatok szemszögéből értendőek, a dőlttel írt mérkőzéseket pályaválasztóként játszották.

### UEFA-együttható
A nemzeti labdarúgó-bajnokságok UEFA-együtthatóját a szerb csapatok Bajnokok Ligája-, és Európa-liga-eredményeiből számítják ki. Szerbia a 2010–11-es bajnoki évben 3,500 pontot szerzett, ezzel a 23. helyen zárt.
| Csapat                | SGY | SD | SV | GY | D | V | Bónusz | Pont   | Átlag |
| --------------------- | --- | -- | -- | -- | - | - | ------ | ------ | ----- |
| Partizan              | 4   | 2  | 0  | 0  | 0 | 6 | 4,000  | 9,000  |       |
| Crvena zvezda         | 0   | 1  | 1  | 0  | 0 | 0 | 0,000  | 0,500  |       |
| OFK Beograd           | 1   | 2  | 1  | 0  | 0 | 0 | 0,000  | 2,000  |       |
| Spartak Zlatibor voda | 2   | 1  | 1  | 0  | 0 | 0 | 0,000  | 2,500  |       |
| Összesen              | 7   | 6  | 3  | 0  | 0 | 6 | 4,000  | 14,000 | 3,500 |

## Külső hivatkozások
- Hivatalos oldal (szerbül)
- Eredmények a srbijasport.net-en (szerbül)
- Eredmények és tabella az rsssf.com-on (angolul)
- Eredmények és tabella a Soccerwayen (angolul)